# 国家社会主義航空軍団

NSFKのペナント

国民社会主義航空軍団（Nationalsozialistisches Fliegerkorps、略称: NSFK）は、国民社会主義ドイツ労働者党の準軍事組織。国民社会主義航空隊、ナチ飛行隊とも。ドイツ航空スポーツ連盟を前身として1937年に創設された。

## 概要
ヴェルサイユ条約により航空機の所有を禁止されていた1930年代早期に創立された。当初は突撃隊（SA）の下部組織であった。類似組織に国家社会主義自動車軍団がある。団員にグライダーや飛行機の操縦の訓練を行うことを目的とした。
首相となったアドルフ・ヒトラーがヴェルサイユ条約を一方的に破棄してドイツ空軍を設置した際に、団員の多くが空軍へ移籍した。NSFKはその後も形式的に存在し続けたが、規模は縮小していった。第二次世界大戦中、団員は高射砲部隊の予備役として任務に就いた。
軍団長は当初フリードリッヒ・クリスチャンセンが務め、1943年からはアルフレート・ケラーが任命された。
NSFKには突撃隊や親衛隊（SS）と同じような階級が存在していた。

## 制服

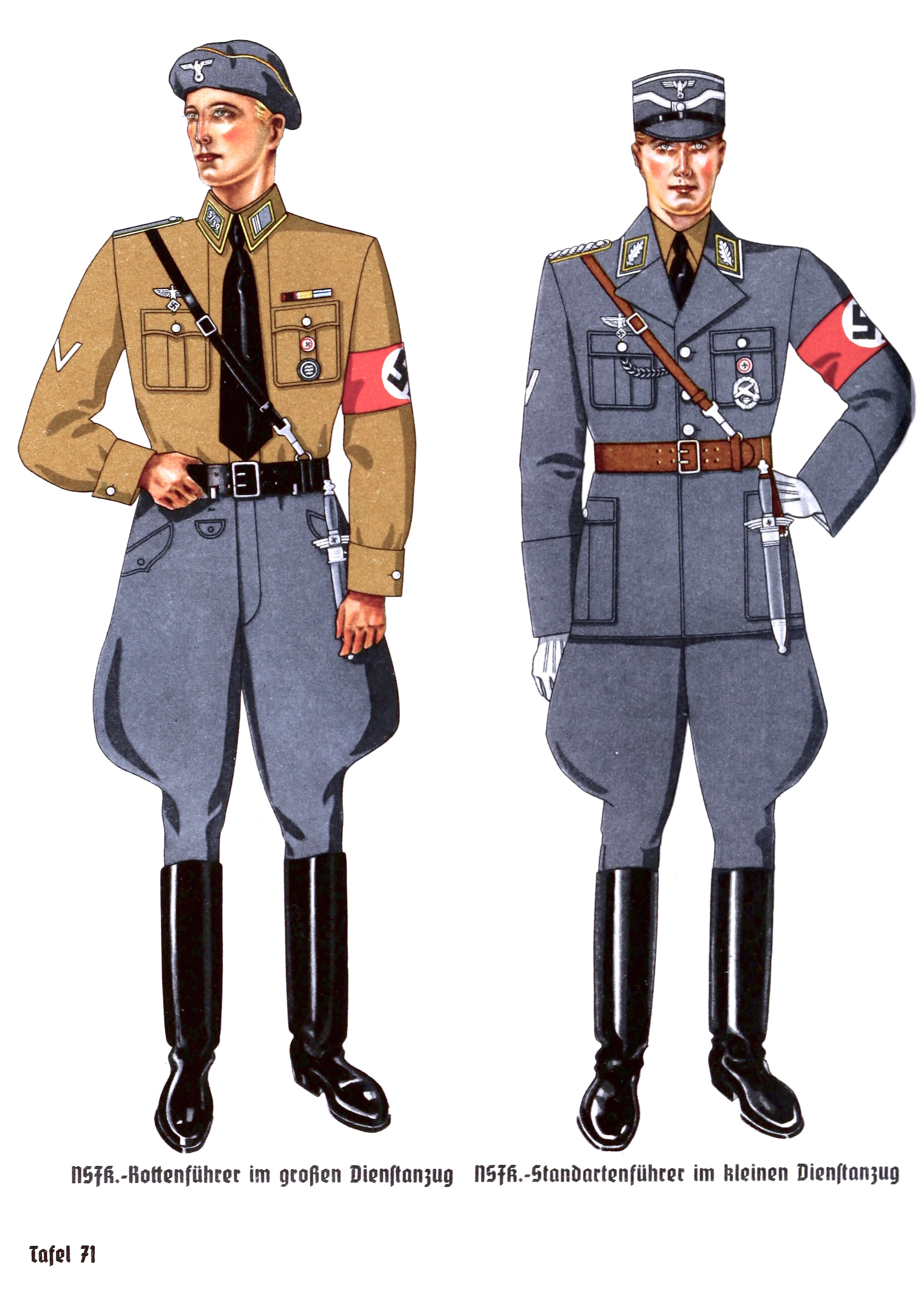
NSFKの制服
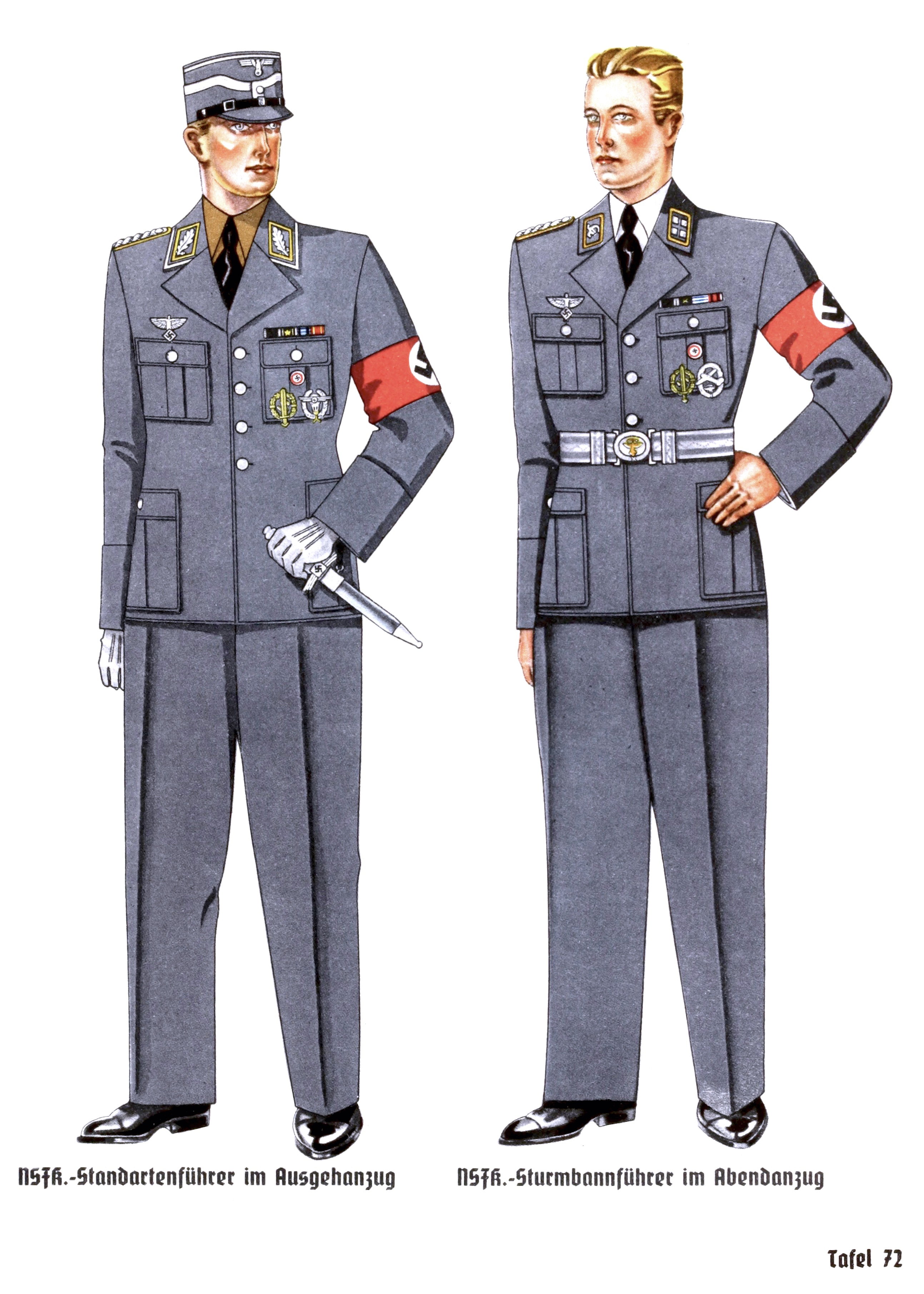
NSFKの制服
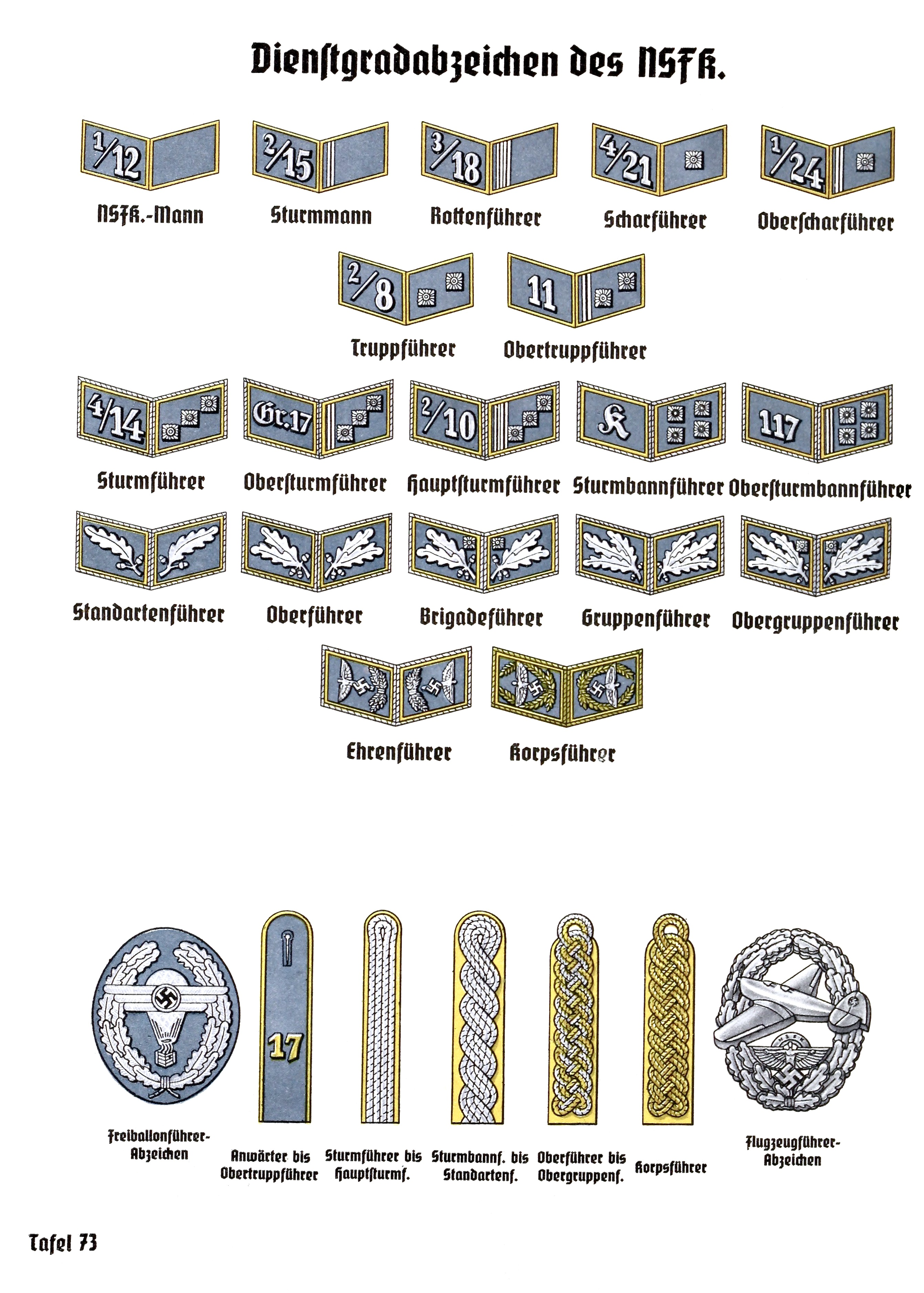
NSFKの襟章と肩章。下段の両端は気球および飛行機の操縦士バッジ